# Hesham Mansour
Pour les articles homonymes, voir Mansour.
Hesham Mansour (en arabe : هشام منصور) né le 1er janvier 1984 au Caire est un écrivain, journaliste et animateur de télévision égyptien, présentateur d'une émission satirique intitulée Akher Al Liel,,,.

## Naissance
Hesham est né au Caire de parents égyptiens, diplômé de l'Académie arabe des sciences et technologies en 2006. Célèbre pour ses écrits sarcastiques sur Facebook et Twitter, il a ensuite écrit et écrit le programme satirique "El 3elm Wel Emaw" , diffusé sur Internet. Écrire un script de film (comme un mannequin tous les jours) 

## Carrière

### The B+ Show
Bassem Youssef a participé au programme B+ sur YouTube et a continué avec Bassem et est devenu écrivain et directeur de création pour le programme 
- Bassem Youssef a également participé à la rédaction du programme America-Arabic
- En Mars 2017, la première saison de son émission de télévision satirique "Akher Al Liel" [7],[8]